# Ya'ad
Le Ya'ad (hébreu : יעד, Destin) était un parti israélien éphémère, à un seul membre. Il n’est pas lié au parti portant le même nom, le Ya'ad – Mouvement des droits civiques.

## Histoire
Le parti fut créé le 14 septembre 1978 lors de la 9e session de la Knesset (1977-1981) par Assaf Yaguri après l'effondrement du Dash. Cependant, il disparut après les élections législatives de 1981 après avoir échoué à dépasser le seuil électoral.